# Bruno Götze
Bruno Götze (Breslau, 21 de juny de 1862 – 28 de maig de 1913) va ser un ciclista alemany, que va prendre part en els Jocs Intercalats i als Jocs Olímpics de 1908. Als Jocs Intercalats de 1906, va aconseguir la medalla de plata en la prova de tàndem, juntament amb el seu germà a Max, per darrere dels britànics Johnnie Matthews i Arthur Rushen.

## Palmarès
- 1906
  -  Campió d'Alemanya en Velocitat